# Josef Bedřich Arnošt z Fürstenbergu
Josef Bedřich Arnošt z Fürstenbergu (německy Josef Friedrich Ernst (Fritz) von Fürstenberg; 3. října 1860 Brno – 12. září 1906 Giesshübel u Vídně)  byl rakouský šlechtic z rodu Fürstenbergů.

## Biografie
Josef Bedřich Arnošt studoval na Skotském gymnáziu ve Vídni. Po ukončení studia se dal na vojenskou dráhu a sloužil jako kadet u 6. dragounského pluku prince Alexandra Hesenského. Po smrti otce byl od roku 1889 majitelem velkostatku Kunín, který byl zadlužen. Se splácením dluhu mu pomáhal strýc Bedřich z Fürstenberka, který roku 1892 zemřel. Jelikož se jednalo o morganatické manželství, tedy s neurozenou ženou, neměl nárok na svěřenecké dědictví rodu a byl nucen zděděný velkostatek prodat. V rámci vojenské služby se zúčastnil vytrvalostního závodu Vídeň-Berlín. Při závodu se zranil a před Berlínem jej musel vzdát. Toto zranění bylo vážné, že musel opustit vojenskou službu. Pro umoření dluhu byl nucen prodat i po strýci zděděný palác v centru Vídně. Pro dluhy vyhlásil v roce 1905 úpadek. Josef Bedřich Arnošt zemřel 12. září 1906 a byl pochován v rodové hrobce v Kuníně. 

### Rodina
Josef Friedrich Ernst (Fritz) lankrabě z Fürstenberga se oženil 5. listopadu 1895 v Bruntále s Marií Sdražilovou (10. 9. 1862 Kateřinky – 27. 2. 1941 Otice), dcerou Antona Sdražily a Marie Pesch.